# Pyrus pashia
Pyrus pashia (дика гімалайська груша) — вид рослин з родини розових (Rosaceae).

## Поширення
Поширений у Південній Азії, зокрема у Непалі. Також вид поширений по Гімалаях, від Пакистану до В'єтнаму та від південної провінції Китаю до північного регіону Індії. Він також зустрічається в Кашмірі, Ірані та Афганістані.

## Опис
Дерево овальної форми. Середнє дерево висотою від 6 до 10 метрів і завширшки від 6 метрів. Листя яйцеподібні дрібнозубчасті. Форма плодів сплющена з полюсів, яйцеподібна, зворотно-яйцеподібна, овальна. У середньому діаметр плодів коливається від 1 до 4 см, а висота — від 2 до 5 см. Квітки білі, прикрашені яскравими червоними пильовиками.